# Junko Tanaka
Pour les articles homonymes, voir Tanaka.
Junko Tanaka (田中 順子, Tanaka Junko), née le 2 octobre 1973 dans la Préfecture de Shizuoka, est une nageuse synchronisée japonaise.

## Carrière
Lors des Jeux olympiques de 1996 à Atlanta, Junko Tanaka remporte en ballet avec Miya Tachibana, Akiko Kawase, Rei Jimbo, Miho Takeda, Kaori Takahashi, Mayuko Fujiki, Raika Fujii, Riho Nakajima et Miho Kawabe la médaille de bronze olympique.